# 島本得一
島本 得一（しまもと とくいち、1882年 - ?）は、日本の経済史学者。

## 略歴
大阪府大阪市船場生まれ。1908年神戸高等商業学校卒業。1961年「徳川時代の証券取引が明治時代の証券取引に及ぼした影響」で大阪大学経済学博士。神戸大学教授、近畿大学教授を務め、1975年退任。徳川時代の堂島米会所について研究した。

## 編著書
- 『北浜と兜町』文雅堂書店 1916
- 『市場用語字彙 株式期米』編. 文雅堂書店ほか 1917
- 『取引所法令と通語』編. 同文館 1920
- 『本邦証券取引所の史的研究』文雅堂書店 1942
- 『徳川時代の証券市場の研究』産業経済社 1953
- 『有価証券市場論』産業経済社 1955
- 『蔵米切手の基礎的研究』産業経済社 1960
- 『証券取引慣行論』ダイヤモンド社 1961
- 『米切手図録 徳川時代の有価証券』明徳舎 1964
- 『証券講話』フタバ書店 1967
- 『堂島米会所文献集 世界最古の証券市場文献』編. 所書店 1970